# 안개 낀 초원
"안개 낀 초원"은 1967년 공개된 대한민국의 영화이다.

## 배역
- 신성일
- 문희
- 고은아
- 이낙훈
- 이순재
- 박병호
- 조항
- 김신재
- 정민
- 조덕성
- 한유정
- 강민호
- 안인숙
- 지계순
- 송일주